# Concerti grossi, op. 3 (Händel)

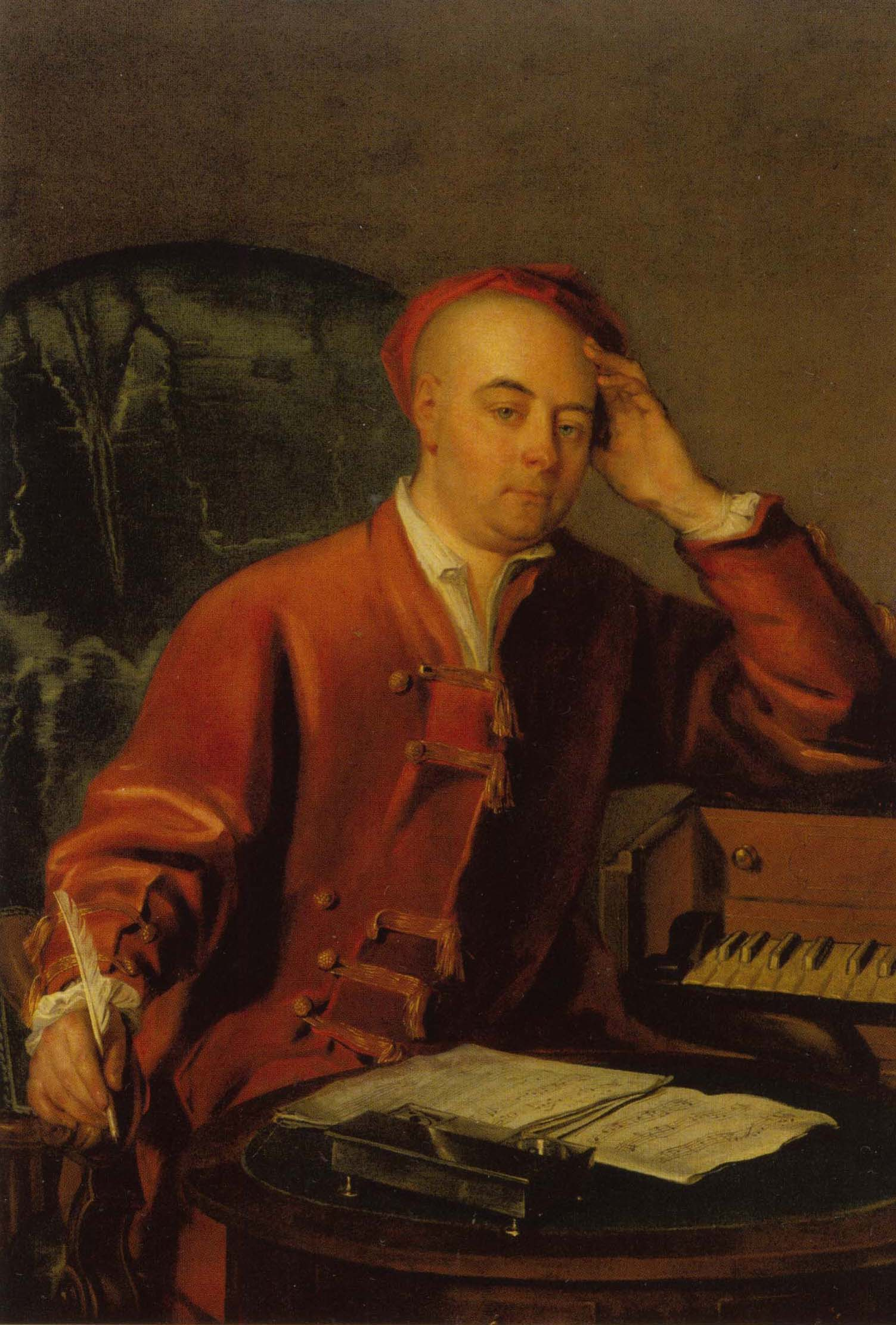
Retrato de Georg Friedrich Händel, de Philippe Mercier, c. 1730.

Los Concerti grossi, op. 3, HWV 312–317 son seis concerti grossi compuestos por Georg Friedrich Händel recopilados en una colección y publicados por John Walsh en 1734.
Los musicólogos ahora están de acuerdo en que Händel no tenía conocimiento inicial de su publicación. En realidad, Walsh, buscando aprovechar el éxito comercial de los 12 concerti grossi, op. 6 de Arcangelo Corelli (1653-1713). Simplemente combinó varias de las obras ya existentes de Händel, compuestas en su estancia en Cannons con el duque de Chandos, James Brydges (entre 1717 y 1719) y las agrupó en seis 'conciertos'.

## Movimientos
| HWV        | N.º     | Clave          | Movimientos                                                                          |
| ---------- | ------- | -------------- | ------------------------------------------------------------------------------------ |
| 312        | 1       | si bemol mayor | i. Allegro – ii. Largo – iii. Allegro                                                |
| 313        | 2       | si bemol mayor | i. Vivace – ii. Largo – iii. Allegro – iv. Moderato – v. Allegro                     |
| 314        | 3       | G major        | i. Larghetto, e staccato - Allegro – ii. Andante – iii. Allegro                      |
| 315        | 4       | sol mayor      | i. Andante - Allegro – ii. Andante – iii. Allegro – iv. Minuetto                     |
| 316        | 5       | re menor       | i. Largo – ii. Fuga, allegro – iii. Adagio – iv. Allegro, ma non troppo – v. Allegro |
| 317        | 6       | re mayor       | i. Vivace – ii. Allegro                                                              |
| Anh. B 319 | 4a o 4b | fa mayor       | i. Largo – ii. Allegro – iii. Largo – iv. Allegro                                    |

## Estructura musical
La estructura del opus 3 es algo inusual. Los seis conciertos tienen entre dos y cinco movimientos, pero solo uno de ellos contiene los cuatro movimientos habituales. Solo ocasionalmente los instrumentos se establecen en la forma tradicional de concerto grosso: un grupo de tutti y un grupo de concertino solista contrastante. Sin embargo, los conciertos están llenos de virtuosos pasajes solistas tanto para cuerdas como para instrumentos de viento, manteniendo así la forma del concerto grosso a pesar de la falta de elementos contrastantes tradicionales.